# Río Bombuscaro
Der Río Bombuscaro ist ein 30 km langer rechter Nebenfluss des Río Zamora in der Provinz Zamora Chinchipe im Südosten von Ecuador.

## Flusslauf

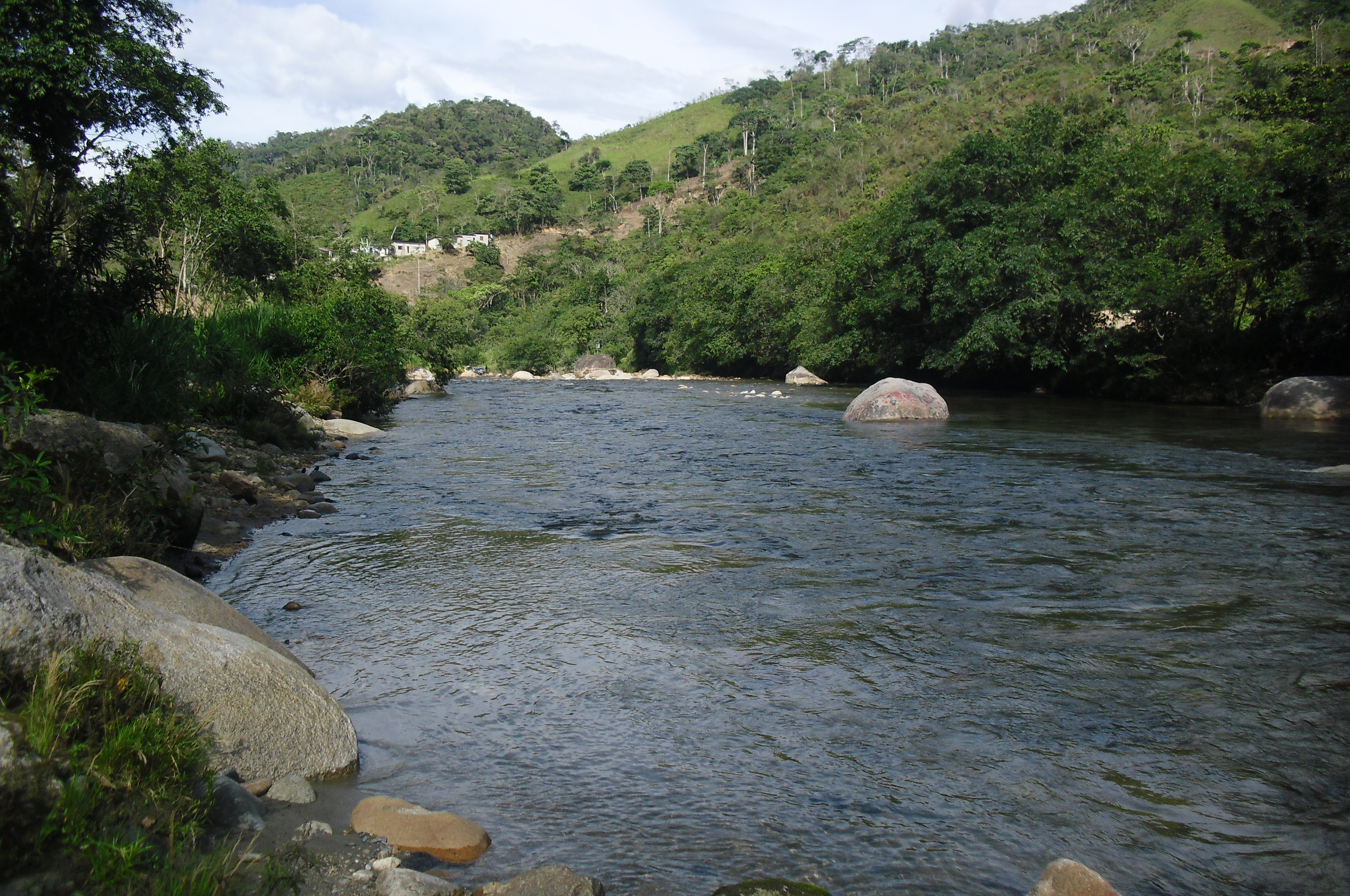
Bombuscaro River, Las Ballenas Sektor 23. Januar 2011.

Der Río Bombuscaro entspringt im Süden der Cordillera Real. Der Flusslauf beginnt in dem etwa 3280 m hoch gelegenen Bergsee Laguna San Antonio. Der Río Bombuscaro fließt in überwiegend nordöstlicher Richtung durch das Bergland und erreicht schließlich die Stadt Zamora, wo er in den Río Zamora mündet. Mit Ausnahme der untersten vier Flusskilometer befindet sich das Einzugsgebiet des Río Bombuscaro innerhalb des Nationalparks Podocarpus. 
Der Río Bombuscaro entwässert ein 224 km² großes Areal an der Ostflanke der Cordillera Real im Südosten von Ecuador.